# Denver Pioneers
Denver Pioneers är en idrottsförening tillhörande University of Denver och har som uppgift att ansvara för universitetets idrottsutövning.

## Idrotter
Pioneers deltar i följande idrotter:
| Herrar - Alpin skidsport - Basket - Fotboll - Golf - Ishockey - Lacrosse - Nordisk skidsport - Simning - Simhopp - Tennis | Damer - Alpin skidsport - Basket - Fotboll - Golf - Gymnastik - Lacrosse - Nordisk skidsport - Simning - Simhopp - Tennis - Volleyboll |

## Idrottsutövare

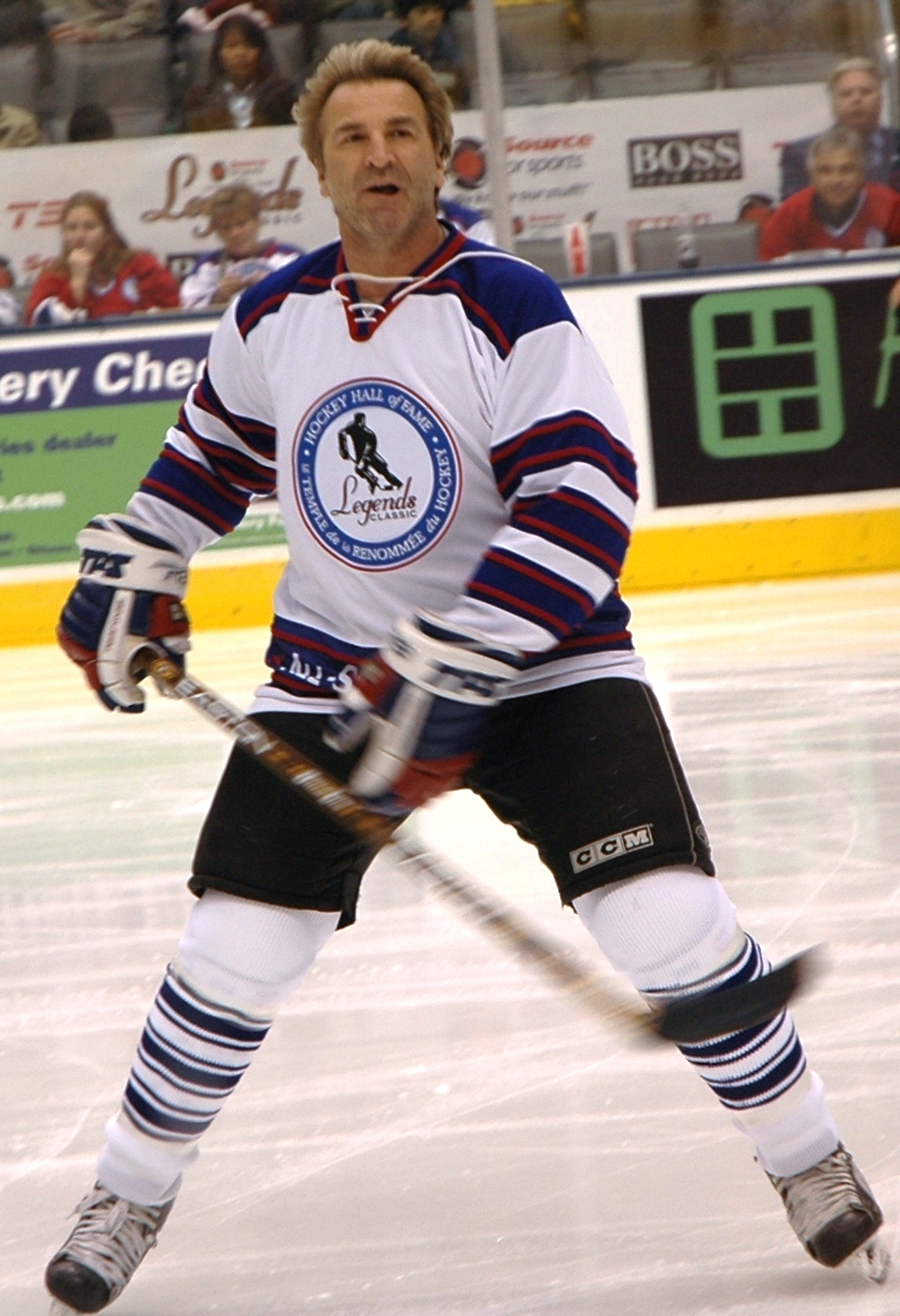
Glenn Anderson.

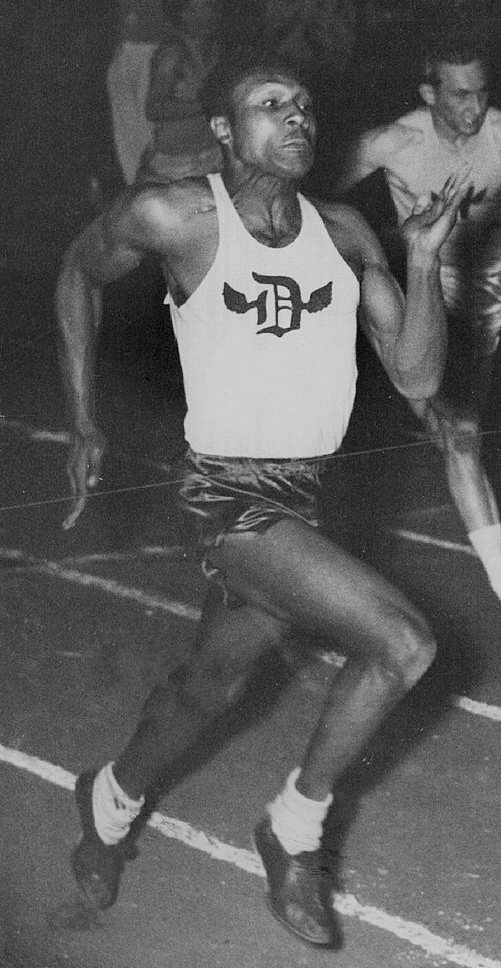
Jerome Biffle.

| Basket - Royce O'Neale Friidrott - Jerome Biffle Ishockey - Bruce Affleck - Glenn Anderson - Ed Beers - Beau Bennett - Henrik Borgström - Tyler Bozak - Bobby Brink - Zeev Buium - Will Butcher - Chris Butler - Matthew Carle - Magnus Chrona - Joe Colborne - Paul Comrie - Devin Cooley - Kevin Dineen - Matt Donovan | - Dylan Gambrell - Cole Guttman - Danton Heinen - Blake Hillman - Marshall Johnston - John MacMillan - Keith Magnuson - Scott Mayfield - Carter Mazur - Peter McNab - Dakota Mermis - Ian Mitchell - Trevor Moore - Logan O'Connor - Craig Patrick - Rhett Rakhshani - Drew Shore - Nick Shore - Paul Stastny - Troy Terry - Brock Trotter - Sinuhe Wallinheimo - Patrick Wiercioch - Jason Zucker |